# Ammon, Idaho
Ammon är en stad i Bonneville County i delstaten Idaho, USA med 6 187 invånare (2000).